# Roxy Bio
Roxy Bio eller Roxy Teatret var en biograf, der lå på Godthåbsvej 14 på Frederiksberg. Den blev etableret i 1928 og afløste det gamle Napoli Teater. Roxy blev den første biograf i Danmark der viste talefilm 2. juledag 1929. Biografen lukkede i 1977, og er i dag ombygget til supermarked, hvor det er en del af Netto-kæden.